# Società Italiana Traforo del Gran San Bernardo

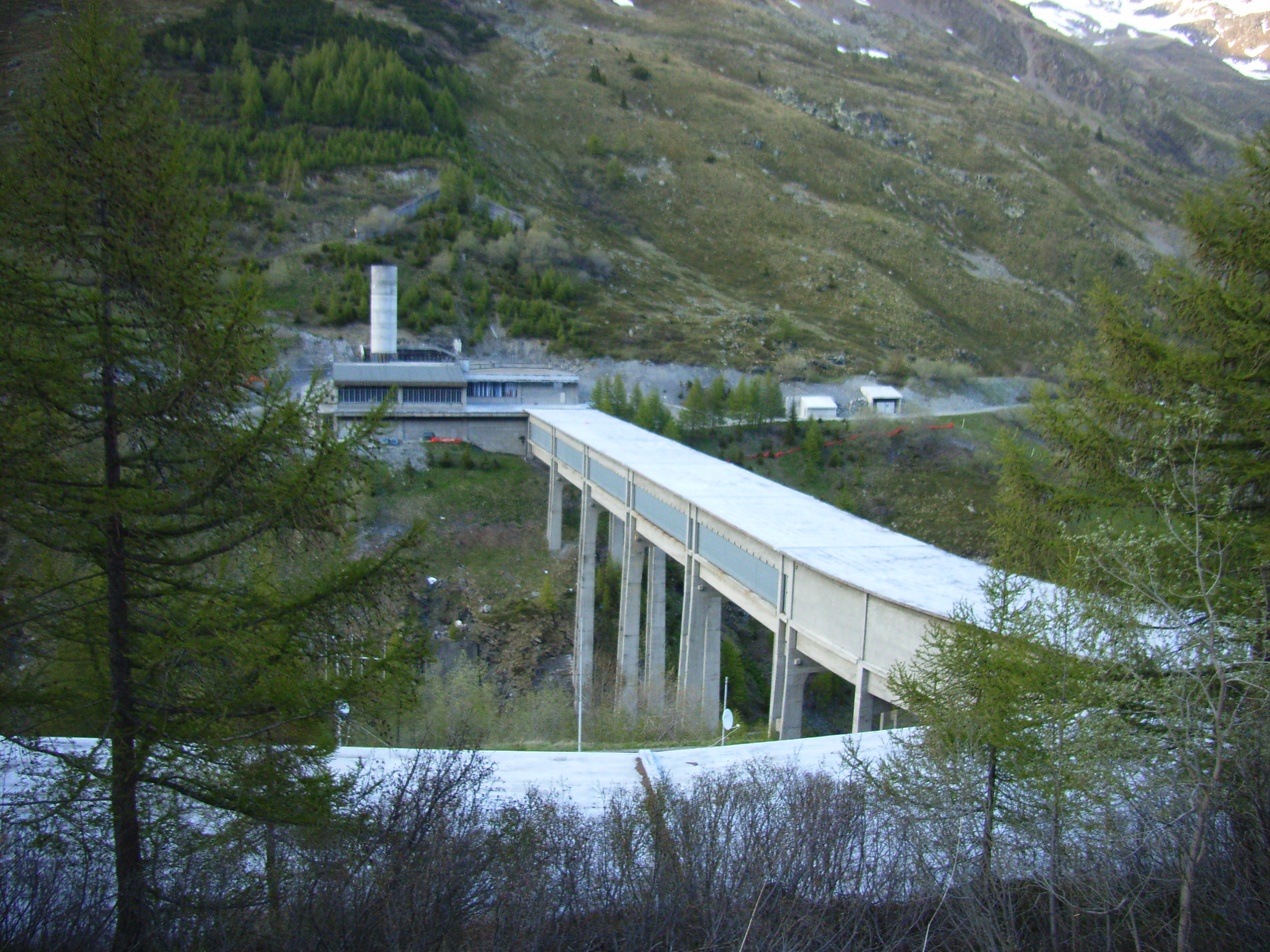
Sortie du tunnel du Grand Saint-Bernard côté italien et la route couverte.

S.I.TRA.S.B. - Società Italiana Traforo del Gran San Bernardo S.p.A. est la société italienne qui a la concession de la partie italienne du tunnel du Grand-Saint-Bernard.
Elle a assuré, conjointement avec son homologue suisse "TGSB SA" la construction du tunnel du Grand-Saint-Bernard ainsi que les voies d'accès.

## Historique
Ouvert le 19 mars 1964, le tunnel du Grand-Saint-Bernard a été le premier tunnel à assurer un trafic routier transalpin durant toute l'année. Les travaux de construction ont débuté au printemps 1958 sur le versant italien et peu après sur le versant suisse. L'ouvrage a été réalisé en moins de 6 ans.
Depuis le 01.07.2010, comme prévu par la Directive 2004/54/CE, la Société italo-suisse d’exploitation du tunnel du Grand-Saint-Bernard (SISEX SA) assume le rôle de gestionnaire unique du tunnel chargé de la gestion de la sécurité, de l’exploitation et de la maintenance du tunnel. SISEX SA appartient, à parts égales, aux deux sociétés concessionnaires 
- S.I.TRA.S.B. S.p.A.  (Società Italiana Traforo del Gran San Bernardo, pour la moitié sud du tunnel)
- TGSB S.A. (Tunnel du Grand-Saint-Bernard SA, pour la moitié nord).

### Caractéristiques du tunnel
Contrairement à la règle généralement adoptée pour les tunnels, la section du tunnel n'est pas la même sur les portions italienne et suisse.
La voirie comporte deux voies de circulation en sens opposé de 3,75 mètres de largeur mais la hauteur libre est de 4,33 mètres côté suisse et de 4,40 mètres côté italien. De même, la section haute du tunnel qui sert de canalisation d'évacuation de l'air vicié mesure 1,80 mètre côté suisse et 2,60 mètres côté italien.

## Composition de l'actionnariat
- Région Vallée d'Aoste (66,5 %)
- Société des autoroutes valdôtaines - Groupe Gavio (36,5 %)

## Péage
Un péage a toujours été appliqué pour le passage sous le tunnel. On peut acheter : un aller simple, un aller-retour (valable 30 jours), un abonnement de 10 ou 20 passages (valable 2 ans). Le montant du péage varie selon la catégorie du véhicule.
Dans les années 2000, la Commission Européenne a imposé que les péages soient soumis à la TVA. En 2006, du fait de la gestion du tunnel par un opérateur bi-étatique, Italie et Suisse, la CEE a accepté que le péage soit « sans TVA ni aucune autre taxe ».